# Bras d'Orion
Pour les articles homonymes, voir Orion.
Ne doit pas être confondu avec Orion (constellation) ou Ceinture d'Orion.
Le bras d'Orion ou bras spiral d'Orion ou bras d'Orion-Cygne ou bras local est un bras spiral mineur du disque galactique de notre galaxie spirale barrée, la Voie lactée, bras dans lequel se situe la Terre et son Système solaire.

## Présentation
Le bras d'Orion est ainsi nommé en raison de sa proximité apparente avec la constellation d'Orion (une petite partie de ce bras en fait partie). Il est situé entre les bras Sagittaire-Carène et bras de Persée, deux des quatre bras majeurs de la Voie lactée. Sa longueur est estimée à environ 10 000 années-lumière, pour une largeur d'environ 3 500 années-lumière. 

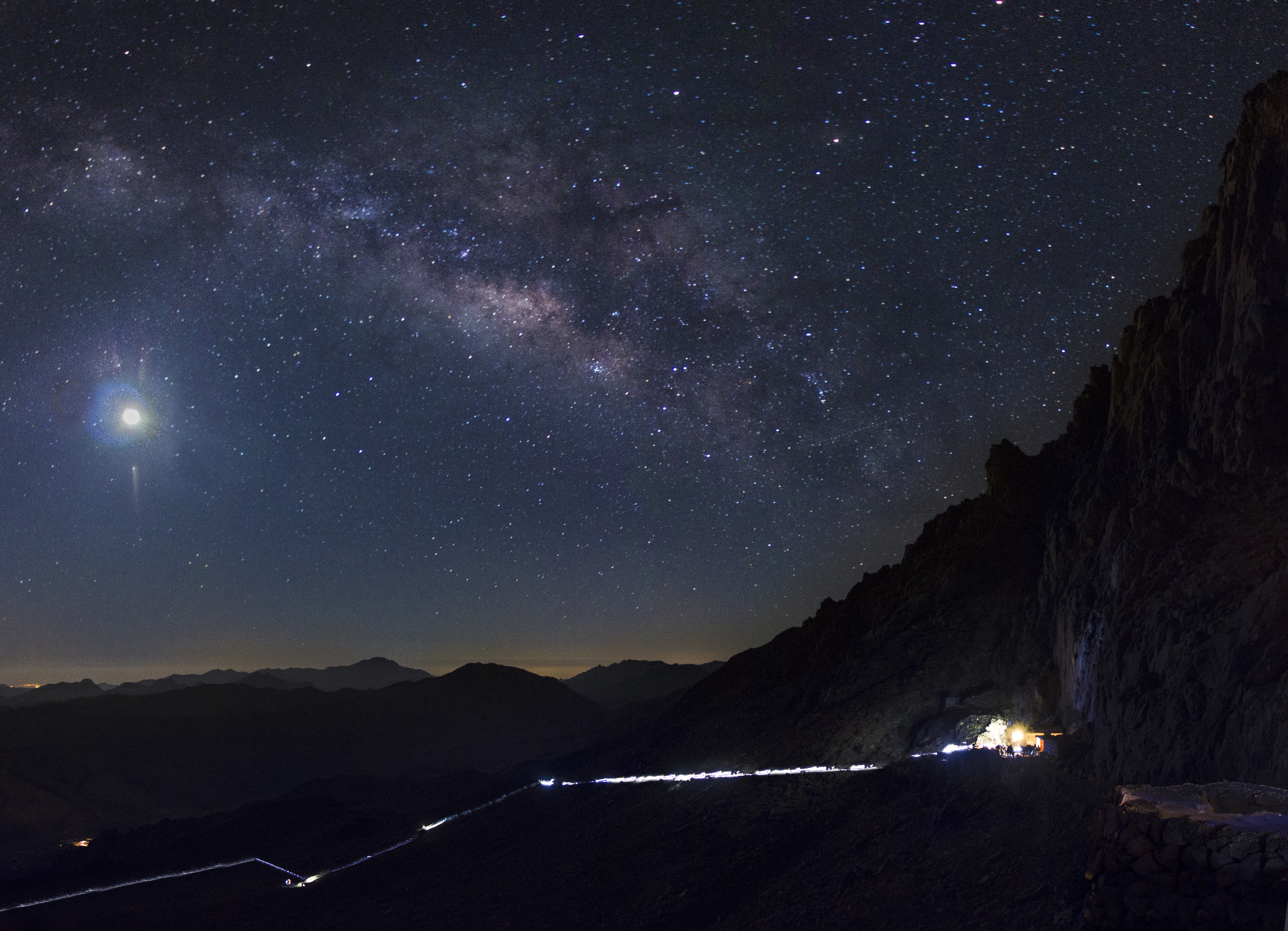
Le bras d'Orion vu depuis le mont Sinaï en Égypte
Vue d'artiste de la Voie lactée
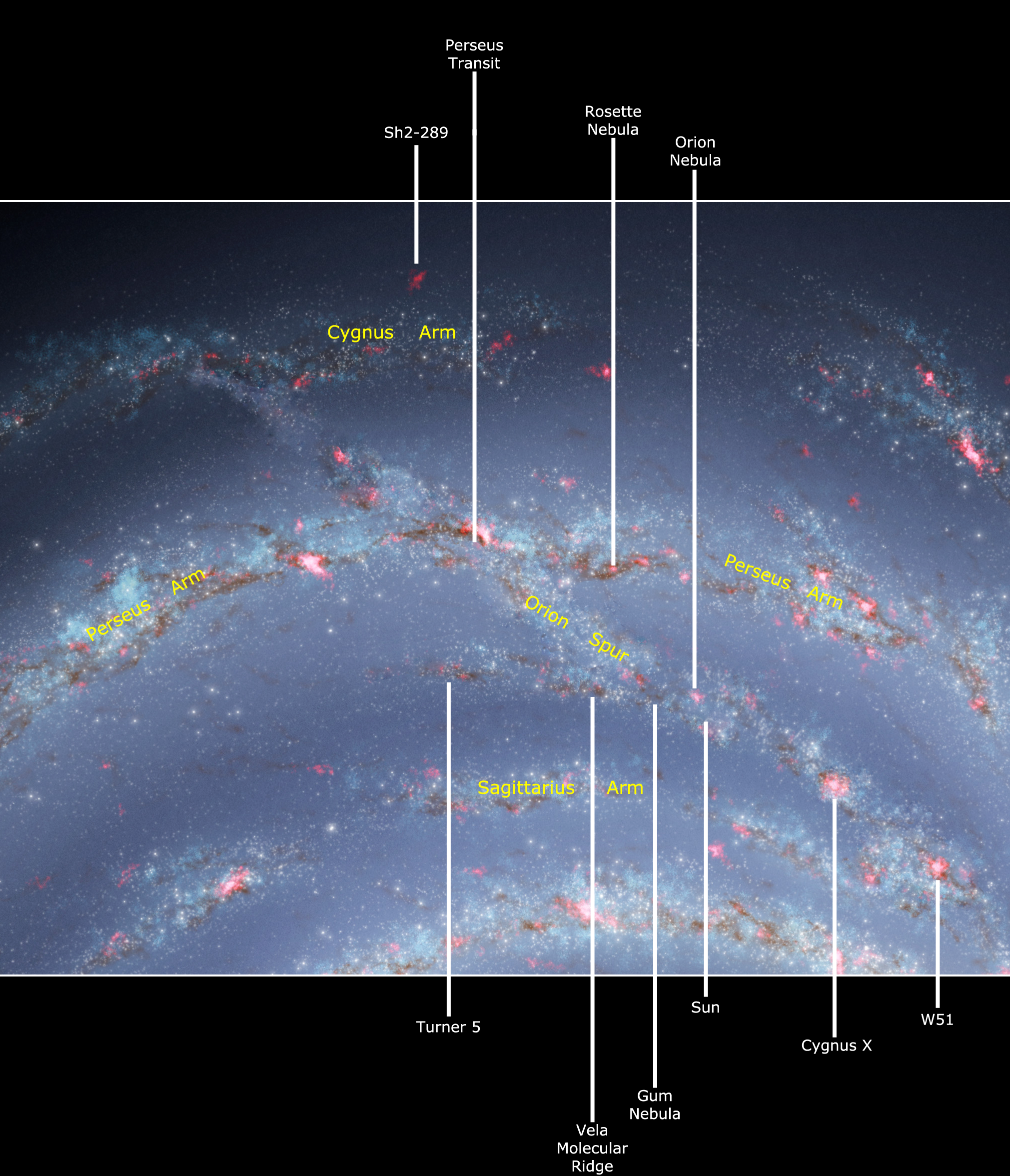
Image du bras d'Orion

Le Système solaire se situe près de son bord intérieur, dans la Bulle locale, à environ 8 000 parsecs (26 000 années-lumière) du centre galactique. La plupart des étoiles visibles à l'œil nu depuis la Terre appartiennent à ce bras spiral.

## Objets visibles

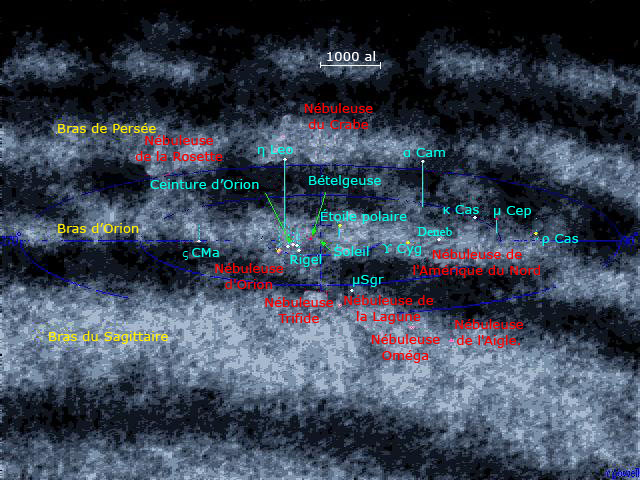
Carte du bras d'Orion de la Voie lactée.

Carte stellaire de l'environnement galactique proche, comprenant les étoiles les plus brillantes situées à moins de 500 parsecs du Soleil, d'après les relevés du satellite Hipparcos. Le centre galactique serait situé parsecs vers la droite. Le Soleil est figuré en bleu au centre. Le Bras d'Orion local est matérialisé par une surdensité d'étoiles brillantes et bleues visible du dessus sur un axe grossièrement vertical.

Le bras d'Orion contient un nombre important d'objets célestes du catalogue de Messier, dont  :
- L'amas du Papillon (M6)
- L'amas de Ptolémée (M7)
- L'amas ouvert M23
- L'amas ouvert M25
- La nébuleuse de l'Haltère (M27)
- L'amas ouvert M29
- L'amas ouvert M34
- L'amas ouvert M35
- L'amas ouvert M39
- Winnecke 4 (M40)
- L'amas ouvert M41
- La nébuleuse d'Orion (M42)
- La nébuleuse M43
- L'amas ouvert M44
- Les Pléiades (M45)
- L'amas ouvert M46
- L'amas ouvert M47
- L'amas ouvert M48
- L'amas ouvert M50
- La nébuleuse de la Lyre (M57)
- L'amas ouvert M67
- L'amas ouvert M73
- La nébuleuse M76
- La nébuleuse M78
- L'amas ouvert M93
- La nébuleuse du Hibou (M97)